# Ohladów (gmina)
Ohladów – dawna gmina wiejska w powiecie radziechowskim województwa tarnopolskiego II Rzeczypospolitej. Siedzibą gminy był Ohladów.
Gminę utworzono 1 sierpnia 1934 r. w ramach reformy na podstawie ustawy scaleniowej z dotychczasowych gmin wiejskich: Majdan Stary, Manastyrek Ohladowski, Niwice, Ohladów i Opłucko.
Podczas wojny gminę zniesiono, a jej obszar włączono do gmin Toporów (Majdan Stary, Manastyrek Ohladowski i Niwice) i Chołojów (Ohladów) oraz do nowo utworzonej gminy Łopatyn (Opłucko), wszystkie w powiecie kamioneckim.